# 1895.
◄ | 18. stoljeće | 19. stoljeće | 20. stoljeće | ►
◄ | 1860-ih | 1870-ih | 1880-ih | 1890-ih | 1900-ih | 1910-ih | 1920-ih | ►
◄◄ | ◄ | 1892. | 1893. | 1894. | 1895. | 1896. | 1897. | 1898. | ► | ►►
Arhitektura • Astronomija • Biologija • Film • Fotografija • Glazba • Kazalište • Kemija • Kiparstvo • Knjige • Književnost • Kršćanstvo • Meteorologija • Medicina • Planinarstvo • Politika • Pravo • Promet • Slikarstvo • Strip • Šport • Znanost • Zrakoplovstvo • Željeznički promet

## Događaji
- Osnovan L’Automobile Club de France, prvi automobilistički klub na svijetu.[1]
- 26. ožujka – U listu Gazeta Polska objavljen prvi izvadak Quo Vadisa Henryka Sienkiewicza koji će izlaziti u nastavcima do kraja veljače 1896.[2]
- 14. travnja – Ljubljanu je pogodio potres magnitude 6,1 MW
- 28. kolovoza – Pušten u pogon jedan od prvih svjetskih cjelovitih elektroenergetskih sustava s izmjeničnom strujom, Hidroelektrana „Krka” - Šibenik.
- 1. listopada – Otvoren Zavod Presvetog Srca Isusova u Rijeci.
- 14. listopada – car Franjo Josip I. svečano otvorio novu zgradu Hrvatskog narodnog kazališta u Zagrebu.
- Wilhelm Röntgen – otkriće x-zraka koje prodiru kroz tkivo
- u Đurđenovcu se osniva pilana i radi pod imenom Neuschloß, Schmidt und Marchetti, 1921. postaje Našička d.d., od 1950. tvrtka se naziva "Drvno industrijsko poduzeće Đurđenovac" (DIP "Đurđenovac"). 1960. "DIP Đurđenovac" je proglašen kombinatom i otada nosi naziv "Drvno industrijski kombinat Đurđenovac" (DIK "Đurđenovac").[3]

## Rođenja

### Siječanj – ožujak
- 1. veljače – John Ford, američki redatelj († 1973.)
- 6. veljače – George Herman "Babe" Ruth, američki igrač baseballa i nacionalna ikona SAD († 1948.)
- 8. veljače – Dragan Plamenac, hrvatski muzikolog i skladatelj († 1983.)
- 8. veljače – Hallam Cooley, američki glumac († 1971.)
- 17. veljače – Slavko Ježić, hrvatski književnik, književni povjesničar i prevoditelj († 1969.)
- 21. veljače – Henrik Dam, danski biokemičar, nobelovac († 1976.)
- 26. veljače – Josip Pavičić, hrvatski književnik († 1963.)
- 10. ožujka – Stjepan Gomboš, hrvatski arhitekt († 1975.)
- 25. ožujka – Đuro Tiljak, hrvatski slikar († 1965.)
- 28. ožujka – Ignjat Job, hrvatski slikar († 1936.)

### Travanj – lipanj
- 10. travnja – Elena Aiello, talijanska redovnica († 1961.)
- 6. svibnja – Rudolph Valentino, američki filmski glumac († 1926.)
- 8. svibnja – Fulton John Sheen, američki nadbiskup, blaženik († 1979.)
- 24. svibnja – Ivan Kos, slovenski slikar († 1981.)
- 6. lipnja – George Herman Ruth, američki igrač bejzbola († 1948.)
- 10. lipnja – Hattie McDaniel, američka glumica († 1952.)

### Srpanj – rujan
- 10. srpnja – Pavel Suhoj, bjeloruski konstruktor aviona († 1975.)
- 18. rujna – Ivo Tijardović, hrvatski skladatelj, literat i slikar († 1976.)

### Listopad – prosinac
- 3. listopada – Sergej Aleksandrovič Jesenjin, ruski pjesnik († 1925.)
- 4. listopada – Buster Keaton, američki redatelj i glumac († 1966.)
- 11. listopada – Jakov Gotovac, operni dirigent (Zagreb) i skladatelj († 1982.)
- 25. listopada – Ante Ercegović, hrvatski biolog, svećenik i oceanolog († 1969.)
- 30. listopada – Gerhard Domagk, njemački liječnik, nobelovac († 1964.)
- 16. studenog – Paul Hindemith, njemački skladatelj († 1963.)
- 17. studenog – Mihail Bahtin, ruski filozof i teoretičar književnosti († 1975.)

## Smrti

### Siječanj – ožujak
- 26. siječnja – Arthur Cayley, britanski matematičar (* 1821.)
- 28. siječnja – José Julian Marti – kubanski pjesnik (* 1853.)

### Travanj – lipanj
- 21. svibnja – Franz von Suppè, austrijski skladatelj (* 1819.)

### Srpanj – rujan
- 5. kolovoza – Friedrich Engels, njemački sociolog, filozof i revolucionar (* 1820.)
- 28. rujna – Louis Pasteur, francuski kemičar i biolog (* 1822.)

### Listopad – prosinac
- 27. listopada – Alexandre Dumas (sin), francuski književnik (* 1824.)
- 28. listopada – Ivan Filipović, hrvatski pedagog i književnik (* 1823.)
- 30. studenog – Bogoslav Šulek, hrvatski jezikoslovac (* 1816.)

## Vanjske poveznice
|  | Zajednički poslužitelj ima još gradiva o temi 1895. |